# Takashi Shimizu
Takashi Shimizu (Maebashi, 27 luglio 1972) è un regista e sceneggiatore giapponese.

## Biografia
Shimizu è uno dei più popolari registi nel campo del J-Horror. Fra i suoi lavori più famosi in occidente la saga di Ju-on. Il suo lavoro è stato talmente tanto apprezzato da permettergli di lavorare negli Stati Uniti, proprio nel remake americano di Ju on, The Grudge e il suo seguito, The Grudge 2.

## Filmografia

### Cinema
- Ju-on (2000) - direct-to-video
- Ju-on 2 (2000) - direct-to-video
- Shin rei bideo V: Honto ni atta kowai hanashi - kyōfushin rei shashin-kan – documentario (2000)
- Shin rei bideo VI: Honto ni atta kowai hanashi - kyōfu tarento taikendan – documentario (2000)
- Tomie: Re-birth (2001)
- Ju-on: Rancore (2003)
- Ju-on: Rancore 2 (2003)
- The Grudge (2004)
- Marebito (2004)
- Rinne (2005)
- The Grudge 2 (2006)
- The Shock Labyrinth: Extreme 3D (Senritsu meikyû 3D) (2009)
- Tormented (Rabitto hora 3D) (2011)
- Volo 7500 (Flight 7500) (2014)
- Majo no takkyūbin (2014)
- Homunculus (2021)

### Televisione
- Katasumi e 4444444444, episodi di Gakkô no kaidan G – film TV (1998)
- Kinpatsu kaidan, episodio di Suiyō puremia: sekai saikyō J horā SP Nihon no kowai yoru – film TV (2004)
- Kaiki daikazoku – serie TV, episodi 1x12-1x13 (2004-2005)

### Videogiochi
- Project Scissors: NightCry (2016)